# 르아브르 AC

르아브르 AC(프랑스어: Le Havre Athletic Club)는 르아브르를 연고로 하는 프랑스의 축구 클럽으로, 1872년에 설립된 프랑스에서 가장 오래된 축구 클럽이며, 럭비 클럽에도 등록되어 있다. 르아브르 AC는 현재 리그 1 소속이며, 홈 경기장은 스타드 오세안(Stade Océane)이다.

## 수상
- 리그 2
  - 우승 (5): 1938, 1959, 1985, 1991, 2008
  - 준우승 (1): 1950
- 쿠프 드 프랑스
  - 우승(1): 1959
  - 준우승 (1): 1920
- USFSA 샹피오나
  - 우승 (3): 1899, 1900, 1919
- 쿠프 나시오날레
  - 우승 (2): 1918, 1919
- 챌린지 데스 샹피옹
  - 우승 (1): 1959

## 선수 명단

### 현역
참고: FIFA 자격 규정에 따라 소속된 국가대표팀 국기를 표시합니다. 선수는 복수의 FIFA 비회원국 국적을 가지고 있을 수 있습니다.
| 번호 | 포지션 | 국적         | 이름              |
| ---- | ------ | ------------ | ----------------- |
| 14   | MF     |              | 달레르 쿠자예프   |
| 27   | DF     | 코트디부아르 | 크리스토퍼 오페리 |

| 번호 | 포지션 | 국적   | 이름          |
| ---- | ------ | ------ | ------------- |
| 93   | DF     | 세네갈 | 아루나 상강테 |
| 94   | MF     | 기니   | 압둘라예 투레 |

## 역대 감독
| 감독        | 임기        |
| ----------- | ----------- |
| 밥 브래들리 | 2015 ~ 2016 |
| 폴 르구엔   | 2019 ~      |